# Dependency Walker
Dependency Walker 或 depends.exe 是一个免费软件，用于在Microsoft Windows操作系统中列出可执行程序的输入与输出函数。该软件递归树形显示所有的依赖可执行文件。该软件包含在Microsoft Visual Studio中直到Visual Studio 2005 (Version 8.0)以及Windows XP SP2的Windows Support Tools. 最新版本v2.2.10011不在dependencywalker.com网站上；但是包含在Windows Driver Kit v10 。
Windows 7引入了Windows API-sets的概念, 一种DLL重定向（redirection）.  Dependency Walker还不能很好处理这回总间接层次。

## 基本特性
- 支持Windows 95, 98, Me, NT, 2000, XP, 2003, Vista, 7, 8 and 10
- 列出所有依赖的可执行模块。
- 支持64-bit与Windows CE可执行程序
- 检测模块是否用C或C++编写。
- 检测没有列在import address table的模块
- 列表使用不同颜色来表示出缺失的依赖文件
- 树形递归列出所有依赖文件